# Снотра
Снотра (давньосканд. Snotra, дослівно — «мудра») — у скандинавській міфології тринадцята богиня з числа асів, що уособлює мудрість, знання та спокій. У «Молодшій Едді», а саме у «Видінні Ґюльві» (Gylfaginning), її охарактеризовано як мудру, стриману та розсудливу богиню. Також, тут сказано, що зазвичай, її ім'ям (snotr) називали мудрих і спокійних чоловіків і жінок.